# Rio Preto (São Paulo)
O rio Preto é um curso de água do estado de São Paulo. Passa pelos municípios de Cedral, São José do Rio Preto, Ipiguá, Onda Verde, Mirassolândia, Nova Granada, Palestina, Américo de Campos e Pontes Gestal.

## Bacia
- Pertence à bacia do rio Grande.

## Nascente
Nasce no município de Cedral na localização geográfica latitude 20º55'59" Sul e longitude 49º18'59" Oeste

## Percurso
Da nascente segue em direção norte do estado de São Paulo, acompanhando a rodovia que liga Potirendaba a  Cedral onde se desvia para noroeste acompanhando a rodovia SP-310 e cruza justamente a cidade de São José do Rio Preto desvia novamente para norte acompanhando a rodovia SP-427 até a divisa de Onda Verde e Ipiguá onde retorna o percurso para o noroeste (330º) sempre mais ou menos paralelo ao rodovia SP-423. Em Pontes Gestal, após receber as águas do córrego Botelho, vira-se para nordeste, e segue assim alguns quilômetros (mais ou menos 5kms) até desembocar no rio Turvo.
Agora contando o curso por confluência; da nascente, ele segue rumo ao norte, recebendo as águas de vários córregos. Então vira-se para noroeste, e passa para a cidade de São José do Rio Preto, no qual recebe as águas do córrego dos Macacos (8 quilômetros), córrego Piedade (16 quilômetros), córrego São Pedro (6 quilômetros) e córrego Felicidade (7 quilômetros), e de vários outros córregos. Sai da cidade bem maior e com 30 quilômetros de extensão, já com o tamanho de um pequeno ribeirão. Seguindo rumo ao norte, passa pelo município de Onda Verde, onde recebe as águas de grandes córregos. Então vira-se para noroeste novamente e cruza a cidade de Ipiguá, onde já está com 50 quilômetros de extensão. Quando está quase saindo da cidade, ele recebe as águas de seu primeiro grande afluente, o ribeirão Barra Grande, que tem 30 quilômetros. Passa agora para a cidade de Mirassolândia, onde recebe as águas do córrego Macaubinha, e vários outros córregos.
Então chega no município de Nova Granada, onde recebe as águas de outro grande afluente, o ribeirão Jataí, que tem 40 quilômetros de extensão. Então sai da cidade de Nova Granada já com 75 km . No município de Palestina, que é o próximo cortado pelo rio, ele recebe as águas de grandes córregos, e de seu 2º maior afluente, o ribeirão Bonito, que tem 42 quilômetros de extensão e traz um aumento considerável no volume do rio Preto. O rio sai da cidade de Palestina já com 100 quilômetros de extensão e, pouco depois de chegar no município de Américo de Campos ele recebe a confluência de seu maior afluente, o ribeirão da Piedade, que tem 46 quilômetros. Sai da cidade e chega ao seu destino final, Pontes Gestal. Lá ele recebe as águas do córrego Botelho, que é provavelmente seu último grande afluente, e segue agora rumo a nordeste, passando pela cachoeirinha São Roberto, ponto turístico de Pontes Gestal. Logo em seguida, passa por uma ponte e segue alguns quilômetros até se encontrar com o rio Turvo, que ali já tem 230 quilômetros. Então ele desemboca no Turvo.

## Cachoeirinha São Roberto
Ao entrar nos limites de Pontes Gestal, ele recebe as águas do córrego Botelho e vira o curso para nordeste. Alguns metros depois seu leito é repleto de pedregulhos, e ele forma uma pequena cachoeirinha, cartão postal da cidade, a cachoeirinha São Roberto.
Pouco depois dessa cachoeirinha, ele desemboca no Turvo, que tem apenas 230 quilômetros até ali.

## Afluentes
- Margem sul:
  - Ribeirão Barra Grande
  - Ribeirão Jataí
  - Ribeirão Bonito
  - Ribeirão da Piedade
  - Córrego Piedade
  - Córrego Macaubinha
  - Córrego Botelho
  - Córrego dos Macacos
  - Córrego São Pedro
  - Córrego Borá
  - córrego Canela

- Margem norte:
  - Córrego da Felicidade
  - Córrego da Lagoa
  - Córrego da Anta

## Final
Em Pontes Gestal se torna afluente do rio Turvo (que por sua vez é afluente do rio Grande) na localização geografica, latitude 20º09'34" Sul e longitude 49º40'09" Oeste.

## Extensão
Percorre neste trajeto uma distância de mais ou menos 120 quilômetros.
* Homônimos do Litoral
- Rio Preto é um curso de água do estado de São Paulo. Nasce no litoral próximo do município de Peruíbe, na latitude: 24°10'35" sul e longitude: 47º04'41" oeste corre em sentido nordeste onde junta-se com o rio Aguapeí e o rio Branco, desaguando no Atlântico no município de Itanhaém, atravessa a cidade. Tem cerca de 36 quilômetros de extensão.

- O seu homônimo e vizinho:
- Rio Preto é um curso de água do estado de São Paulo. Nasce no litoral próximo do município de Peruíbe, na latitude: 24°12'16" sul e longitude: 46º58'09" oeste corre em sentido sudoeste desaguando no Atlântico na cidade de Peruíbe, atravessa a cidade. Tem cerca de 16 quilômetros de extensão.